# Altes Standesamt Schwerin

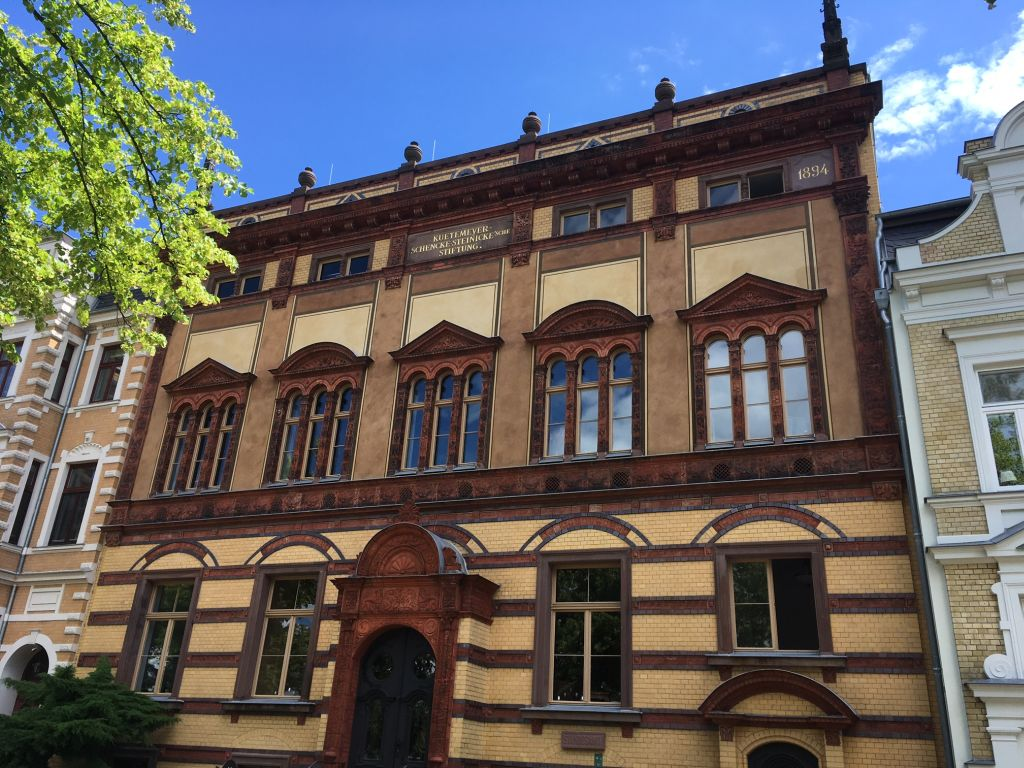
Das Alte Standesamt in Schwerin wurde 1893/94 nach Entwürfen von Gustav Hamann erbaut

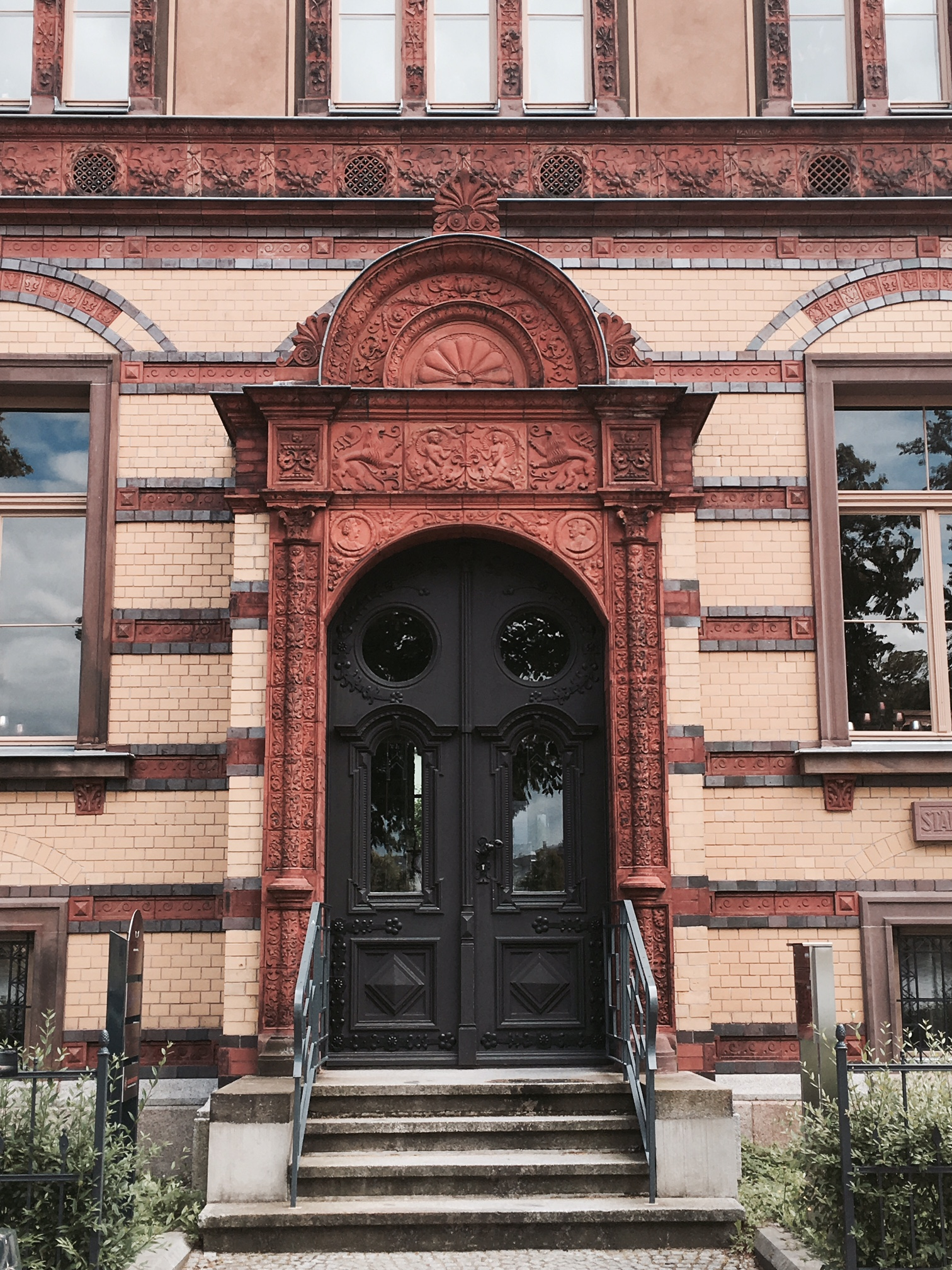
Das mit Terrakotten verzierte Eingangsportal der Kuetemeyerschen Stiftung

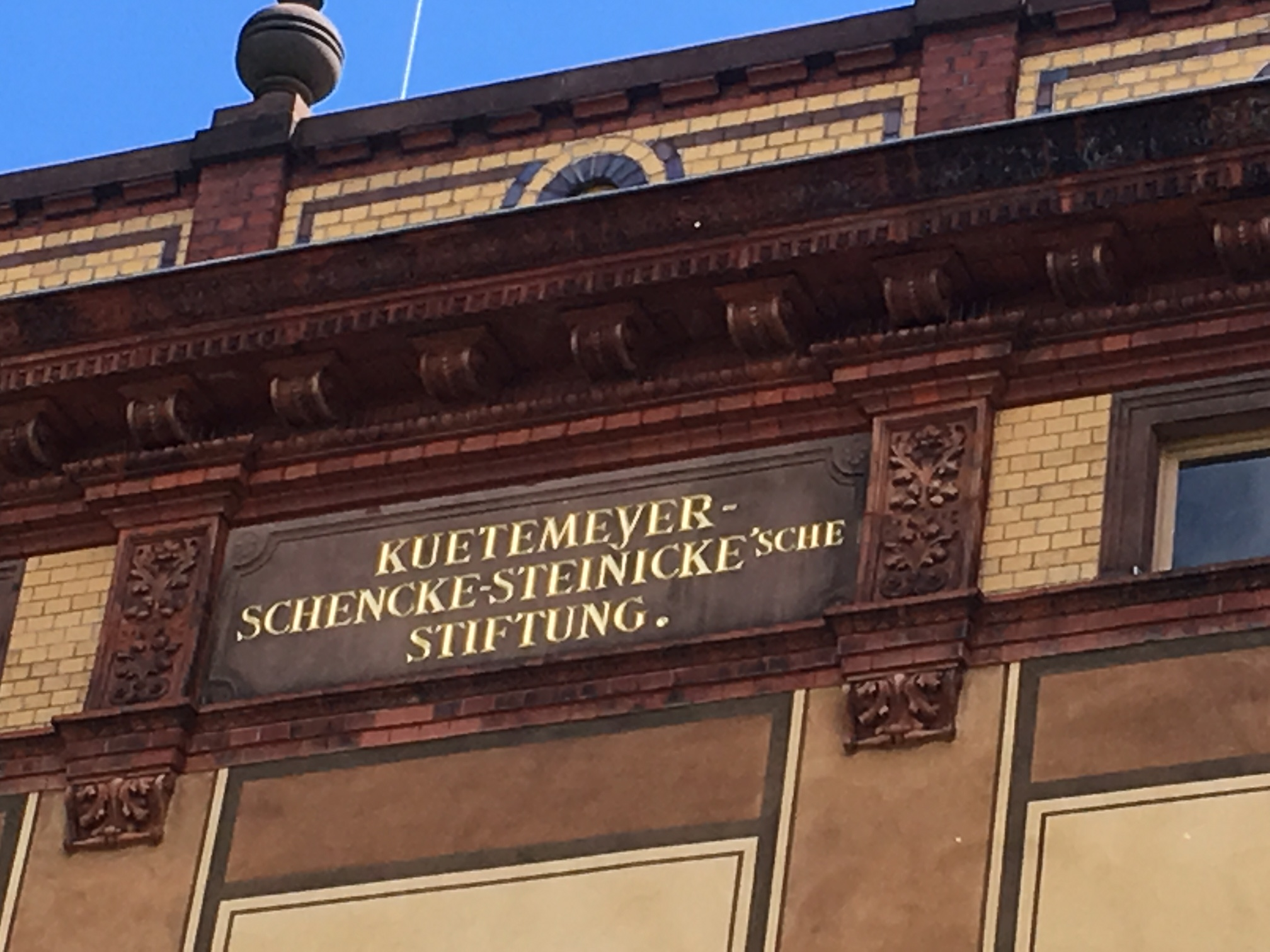
Detail: Die Kuetemeyer-Schencke-Steinicke'sche Stiftung hatte ihren Verwaltungssitz am Pfaffenteich in der Schweriner Schelfstadt

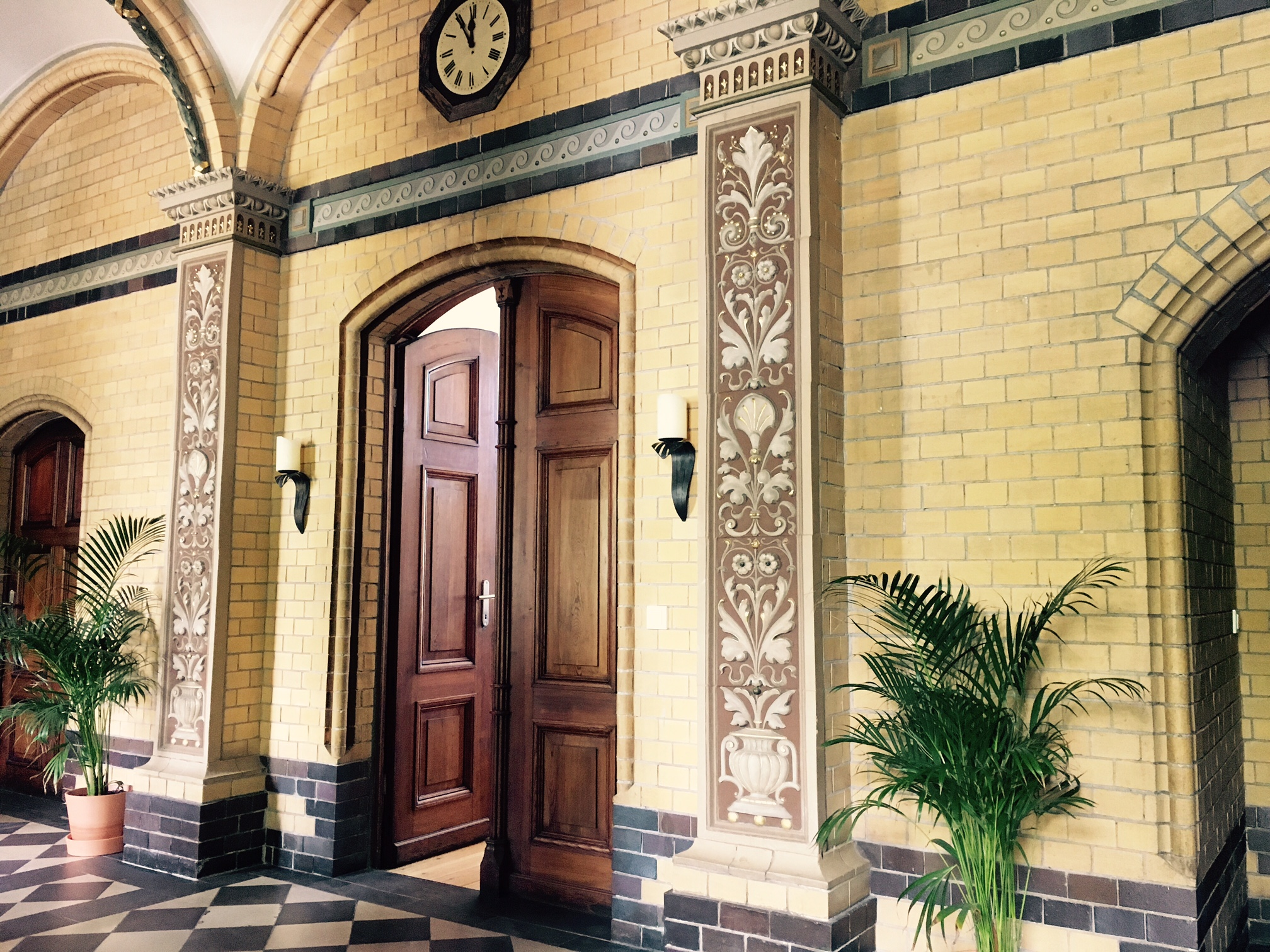
Das Foyer im Alten Standesamt von Schwerin

Das Alte Standesamt in Schwerin befindet sich am Pfaffenteich in der August-Bebel-Straße 29 im Stadtteil Schelfstadt. Der Bau nach den Entwürfen des Schweriner Architekten Gustav Hamann ist im Jahr 1894 fertiggestellt worden. Zunächst war das Gebäude Sitz der Kuetemeyerschen Stiftung.

## Die Stiftung
Johann Hermann Kuetemeyer (* 24. Juni 1769; † 31. Juli 1854), Schweriner Bürgermeister, Hofrat und Rechtsanwalt, gründete seine Stiftung im Jahr 1849. Sie war zunächst nach ihm und später ergänzt durch die Mädchennamen seiner beiden Ehefrauen – Schencke und Steinicke – benannt. Erst nach dem Tod Kuetemeyers wurde die Stiftung wirksam. Bedürftige der Stadt konnten zinslos kleine Geldbeträge leihen. Aber auch Handwerker und Gewerbetreibende, die sich selbstständig machen wollten, konnten zinslose Kredite bekommen.
Zum Zeitpunkt der Gründung hatte die Stiftung 226 Mitglieder und ein Gesamtvermögen von 314.580 Mark. Die Baukosten wurden mit 95.000 Mark beziffert. 15 Persönlichkeiten der Stadt Schwerin gehörten dem Stiftungsrat an.

## Baugeschichte
Das Gebäude, das zum 50. Jubiläum der Stiftung errichtet wurde, stand am Pfaffenteich zunächst solitär und war von mehreren Gärten umgeben. Es gilt als Meisterwerk des Architekten Gustav Hamann  aus  Hagenow. Im Johann-Albrecht-Stil entworfen, schmücken Formen der mecklenburgischen Renaissance die Fassade. Der Klinkerbau ist großzügig mit charakteristischen Terrakottaplatten besetzt. Sie kamen aus der Großherzoglichen Kunstziegelei am Kläterberg bei Schwerin. Vorbilder für seine Entwürfe waren die Seeseite des Schweriner Schlosses, der Fürstenhof in Wismar und das Schloss in Gadebusch. Die Fenster sind mit Dreiecksgiebeln und Lünetten verziert. Die Attika wird gekrönt von Vasen und Obelisken. Die Beletage ist geprägt von fünf großen dreibahnigen Fenstern. Diese waren ursprünglich von einer reichen Gestaltung der Wand in Sgraffitotechnik umgeben, die bei einer früheren Renovierung vernichtet wurde und bei der jüngsten Sanierung des Hauses nicht wiederhergestellt werden konnte.

## Nutzungsgeschichte
Von 1894 bis 1941 hatte die Kuetemeyersche Stiftung ihren Verwaltungssitz in der Hausnummer 29. 1906 konnte unter Mitwirkung der Gesellschaft für Verbreitung von Volksbildung die Volksbibliothek der Lehnrat Kuetemeyer-Schencke-Steinicke-Stiftung gegründet und im Stiftungshaus untergebracht werden. Sie war die erste Volksbibliothek in Schwerin und bestand bis zur Auflösung der Stiftung.
Im Jahr 1941 lösten die Nationalsozialisten die Stiftung auf. Ihr Vermögen ging an die Stadt Schwerin über. Am 8. Juni 1942 zog das Standesamt auf Beschluss des Rates der Stadt in das Haus der Kuetemeyer-Schencke-Steinicke'schen Stiftung ein – von 1939 bis 1950 hieß die August-Bebel-Straße noch Krügerstraße. Bis 2008 schlossen hier zahlreiche Schweriner ihre Ehen.
Im Jahr 2010 verkaufte die Stadt Schwerin das Gebäude nach langem Leerstand an Martin Henning Bischoff. Der neue Eigentümer ließ das Gebäude von 2010 bis zum Sommer 2015 aufwendig sanieren. Vor allem die Terrakotten stellten ihn vor eine Herausforderung. Sie mussten in Handarbeit restauriert werden.
Heute befindet sich in dem ehemaligen Standesamt eine Ayurveda-Akademie, auch bekannt unter dem Namen Ayurveda Campus, eine Ayurveda-Praxis und ein Yoga-Institut namens Yoga Campus.